# Glen Echo (Maryland)
Glen Echo è un comune degli Stati Uniti d'America, situato nello stato del Maryland, nella contea di Montgomery.